# مرغزار کوتاه

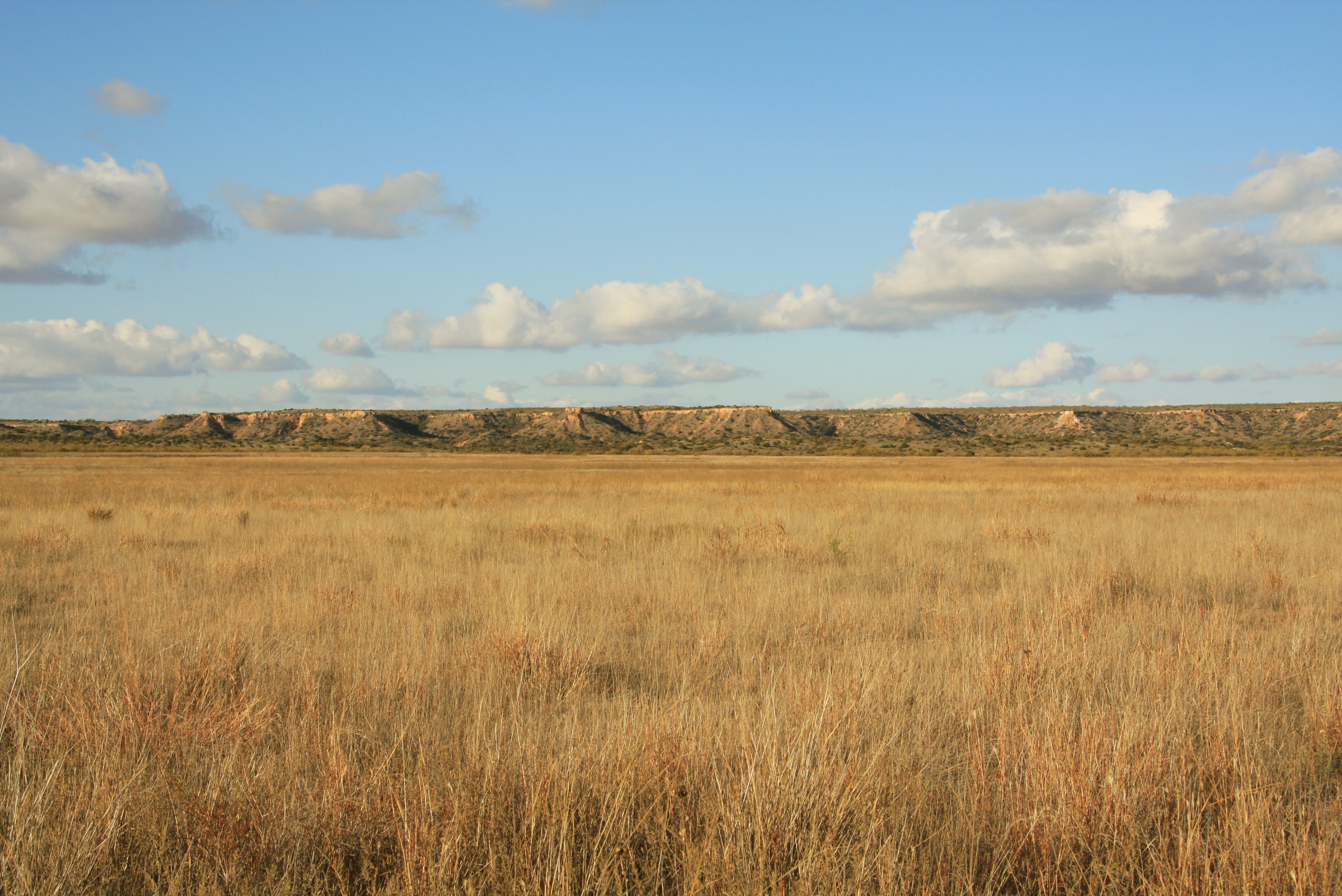
مرغزار کوتاه للااسکوئدو، نیومکزیکو

مرغزار کوتاه یک اکوسیستم واقع در دشت‌های بزرگ آمریکای شمالی است. دو علف غالب در مرغزار کوتاه عبارتند از گراما آبی (Bouteloua gracilis) و علف گاومیش (Bouteloua dactyloides)، دو علف کمتر غالب در مرغزار عبارتند از: greasegrass (Tridens flavus) و گیاه گاومیش (Bouteloua curtipendula). دشت سابقاً با فشار چرای گاومیش کوهان‌دار آمریکایی که گونه اصلی است نگهداری می‌شد. به دلیل آب و هوای نیمه‌خشک، مرغزار کوتاه به‌طور متوسط بارش کمتری نسبت به مرغزارهای بلند و آمیخته شرق دریافت می‌کند.

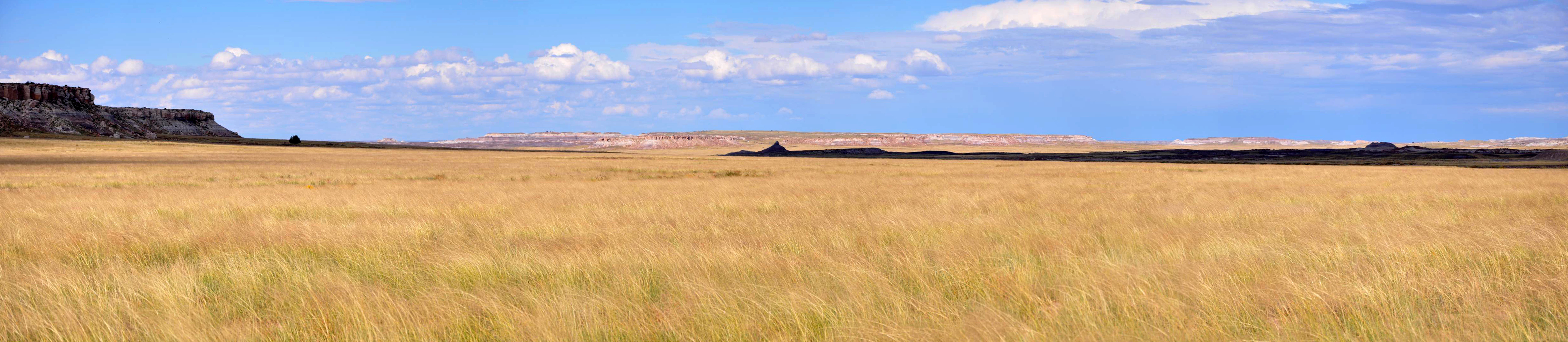
مرغزار چمن‌کوتاه

این مرغزار شامل زمین‌هایی به سوی غرب تا دامنه‌های شرقی کوه‌های راکی است و از شرق تا نبراسکا و شمال تا ساسکاچوان امتداد می‌یابد. این دشت از طریق بخش‌هایی از آلبرتا، وایومینگ، مونتانا، داکوتای شمالی، داکوتای جنوبی و کانزاس امتداد دارد و از طریق دشت‌های مرتفع کلرادو، اوکلاهما، تگزاس و نیومکزیکو از جنوب عبور می‌کند.

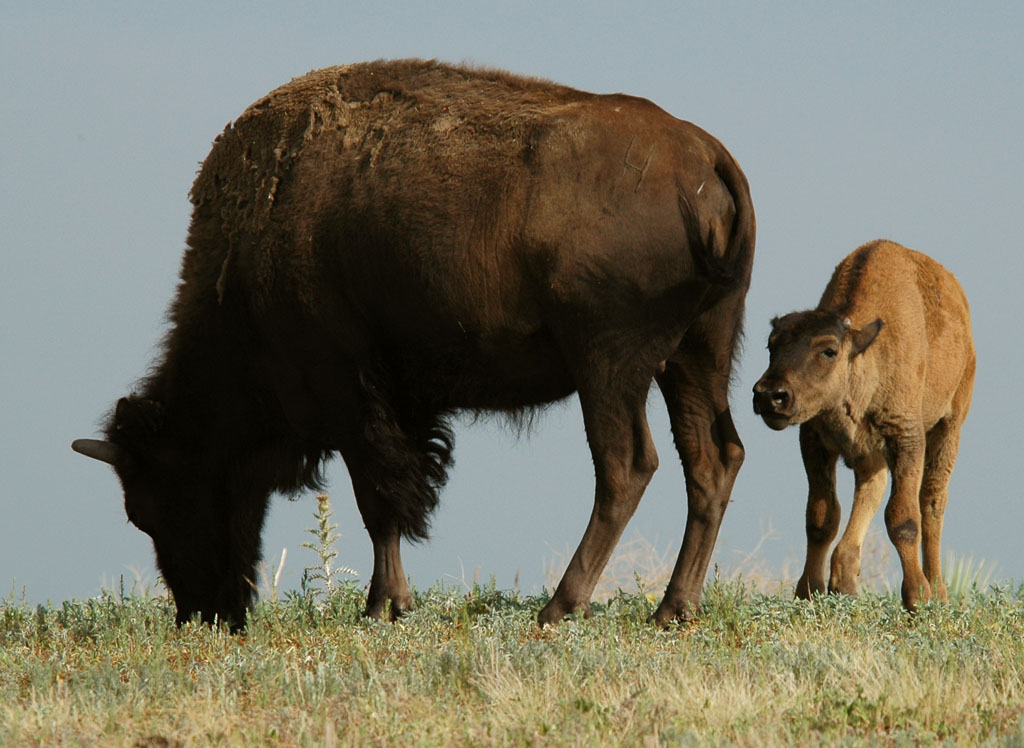
یک گاومیش کوهان‌دار مادر و گوساله در حال چرا در مرغزار

### پرندگان
پرندگان علفزار، به‌ویژه پرندگان مرغزار چمن‌کوتاه، یکی از سریع‌ترین گروه‌های جانوری در آمریکای شمالی هستند که در حال نابودی هستند. برخی از پرندگانی که هنوز در مرغزار زندگی می‌کنند عبارتند از  گنجشک کاسین، سنگ‌چشم سرگنده، بلدرچین فلس‌دار، باز سوینسون، جغد سوراخ‌نشین، سلیم کوهستان و سیخک‌دراز نوک‌کلفت. گرچه سنگ‌چشم سرگنده و بلدرچین پولک‌دار از رایج‌ترین پرندگانی هستند که در مرغزارهای چمن‌کوتاه دیده می‌شوند، اما آنها نیز در حال کاهش شدید هستند.